# Women's Tour Down Under
Le Women's Tour Down Under  est une course cycliste par étapes féminine qui se tient tous les ans en Australie. La course est la version féminine du Tour Down Under. Elle est courue autour de la ville d'Adélaïde. Au fil des éditions, elle change de sponsor et de nom.
Jusqu'en 2015, la course fait partie du calendrier national australien. En 2016, elle intègre le Calendrier international féminin UCI, en classe 2.2, puis en catégorie 2.1 en 2018. La course n'a pas lieu en 2021 et en 2022 en raison de la pandémie de COVID-19. Cependant, une course par étapes alternative des National Road Series est organisée sous le nom de Festival of Cycling. L'édition 2021 est remportée par Sarah Gigante et celle de 2022 par Ruby Roseman-Gannon. La course intègre le calendrier UCI World Tour en 2023.
| Année                                                   | Vainqueur            | Deuxième             | Troisième             |                  |
| ------------------------------------------------------- | -------------------- | -------------------- | --------------------- | ---------------- |
| Jacob's Creek Tour Down Under (amateur)                 |                      |                      |                       |                  |
| 2004                                                    | Oenone Wood          | Sara Carrigan        | Olivia Gollan         |                  |
| 2005                                                    | Jenny MacPherson     | Rochelle Gilmore     | Alexis Rhodes         |                  |
| The Advertiser Women's Criterium Series (amateur)       |                      |                      |                       |                  |
| 2006                                                    | Jenny MacPherson     | Sally Cowman         | Bridget Evans         |                  |
| UniSA Women's Criterium Series (amateur)                |                      |                      |                       |                  |
| 2007                                                    | Jenny MacPherson     | Belinda Goss         | Peta Mullens          |                  |
| Rendition Homes - Santos Women's Cup (amateur)          |                      |                      |                       |                  |
| 2011                                                    | Chloe Hosking        | Annette Edmondson    | Nicole Whitburn       |                  |
| Santos Women's Tour - Tour Down Under Women's (amateur) |                      |                      |                       |                  |
| 2012                                                    | Judith Arndt         | Rebecca Werner       | Alexis Rhodes         |                  |
| 2013                                                    | Kimberley Wells      | Nicole Whitburn      | Jenny MacPherson      |                  |
| 2014                                                    | Loes Gunnewijk       | Valentina Scandolara | Amanda Spratt         |                  |
| 2015                                                    | Valentina Scandolara | Melissa Hoskins      | Loren Rowney          |                  |
| Santos Women's Tour - Tour Down Under Women's           |                      |                      |                       |                  |
| 2016                                                    | Katrin Garfoot       | Shelley Olds         | Lauren Kitchen        |                  |
| 2017                                                    | Amanda Spratt        | Janneke Ensing       | Kirsten Wild          |                  |
| 2018                                                    | Amanda Spratt        | Lauren Stephens      | Katrin Garfoot        |                  |
| 2019                                                    | Amanda Spratt        | Lucy Kennedy         | Rachel Neylan         |                  |
| 2020                                                    | Ruth Edwards         | Liane Lippert        | Amanda Spratt         |                  |
| Women's Tour Down Under                                 |                      |                      |                       |                  |
| 2021                                                    | annulé/abandonné     | annulé/abandonné     | annulé/abandonné      | annulé/abandonné |
| 2022                                                    | annulé/abandonné     | annulé/abandonné     | annulé/abandonné      | annulé/abandonné |
| 2023                                                    | Grace Brown          | Amanda Spratt        | Georgia Williams      |                  |
| 2024                                                    | Sarah Gigante        | Nienke Vinke         | Neve Bradbury         |                  |
| 2025                                                    | Noemi Rüegg          | Silke Smulders       | Mie Bjørndal Ottestad |                  |